# Orietta Escámez
Sylvia Orieta Escámez Carrasco (Cañete, 19 de abril de 1938 - 11 de mayo de 2021), más conocida como Orietta Escámez, fue una actriz chilena.

## Carrera
Estudió teatro en la Universidad de Concepción. En los años 1970 fundó, junto a los hermanos Humberto y Héctor Duvauchelle, la Compañía de los Cuatro, donde participó de grandes montajes, como las obras La maleta y Cambio de guardia, escritas por Raúl Ruiz y dirigidas por Víctor Jara, además de varias otras obras de importantes dramaturgos como Gogol, Ionesco, Strindberg, Pinter y Jorge Díaz, entre otros.
En 1974, mientras estaban de gira en Venezuela, la dictadura militar no les permitió regresar a Chile. Continuaron trabajando en Caracas hasta el asesinato nunca esclarecido de Héctor Duvauchelle en esa ciudad. Orietta Escámez regresó a Chile para lucirse en los escenarios en 1985 con la obra Yo mujer, donde interpretó trece personajes femeninos diferentes: una oradora feminista, una madre chilena que vive en Haití, Gabriela Mistral, una anciana, una casquivana encuestadora y una bailarina de estriptís, entre otros.
Uno de sus últimos montajes fue Borges contra Borges, en 2007.

## Vida personal
Fue hermana del pintor Julio Escámez. Contrajo matrimonio con el actor Humberto Duvauchelle, con quien tuvo una hija, Orietta Paz

## Filmografía

### Cine[4]
- Tres miradas a la calle (1957)
- La maleta (1963)
- Regreso al silencio (1967)
- Elal y los animales (2008), voz en off.